# Tour Down Under 2012
14. edycja Tour Down Under odbyła się w dniach 17-22 stycznia 2012 roku. Trasa tego australijskiego, sześcioetapowego wyścigu liczyła 803 km. Wyścig rozpoczął się w Prospect. Meta zaplanowana została w Adelaide. Był to pierwszy wyścig należący do cyklu UCI World Tour 2012, najwyższej kategorii szosowych wyścigów kolarskich. 
Zwyciężył kolarz gospodarzy Simon Gerrans, dla którego było to drugie zwycięstwo w tym wyścigu (poprzednio wygrał w 2006 roku). Startował tylko jeden Polak, Jarosław Marycz z Team Saxo Bank, który zajął 102. miejsce.

## Etapy
| Etap | Data        | Start - meta            | Dystans (km) | Zwycięzca etapu    | Lider         |
| ---- | ----------- | ----------------------- | ------------ | ------------------ | ------------- |
| 1.   | 17 stycznia | Prospect > Clare        | 149          | André Greipel      | André Greipel |
| 2.   | 18 stycznia | Lobethal > Stirling     | 148          | Will Clarke        | Martin Kohler |
| 3.   | 19 stycznia | Unley > Victor Harbor   | 134,5        | André Greipel      | André Greipel |
| 4.   | 20 stycznia | Norwood > Tanunda       | 130          | Óscar Freire       | Martin Kohler |
| 5.   | 21 stycznia | McLaren Vale > Willunga | 151,5        | Alejandro Valverde | Simon Gerrans |
| 6.   | 22 stycznia | Adelaide                | 90           | André Greipel      | Simon Gerrans |

## Liderzy klasyfikacji po etapach
| Etap                 | Zwycięzca            | Klasyfikacja generalna | Klasyfikacja górska | Klasyfikacja sprinterska | Klasyfikacja młodzieżowa | Klasyfikacja drużynowa | Najbardziej agresywny |
| -------------------- | -------------------- | ---------------------- | ------------------- | ------------------------ | ------------------------ | ---------------------- | --------------------- |
| 1                    | André Greipel        | André Greipel          | Marcello Pavarin    | André Greipel            | Rohan Dennis             | Sky Procycling         | Eduard Worganow       |
| 2                    | Will Clarke          | Martin Kohler          | Will Clarke         | Will Clarke              | Michael Matthews         | UniSA-Australia        | Will Clarke           |
| 3                    | André Greipel        | André Greipel          | Thomas De Gendt     | André Greipel            | Michael Matthews         | UniSA-Australia        | Thomas De Gendt       |
| 4                    | Óscar Freire         | Martin Kohler          | Rohan Dennis        | Edvald Boasson Hagen     | Michael Matthews         | Sky Procycling         | Blel Kadri            |
| 5                    | Alejandro Valverde   | Simon Gerrans          | Rohan Dennis        | Edvald Boasson Hagen     | Rohan Dennis             | RadioShack-Nissan-Trek | Stuart O’Grady        |
| 6                    | André Greipel        | Simon Gerrans          | Rohan Dennis        | Edvald Boasson Hagen     | Rohan Dennis             | RadioShack-Nissan-Trek | Jan Bakelants         |
| Klasyfikacja końcowa | Klasyfikacja końcowa | Simon Gerrans          | Rohan Dennis        | Edvald Boasson Hagen     | Rohan Dennis             | RadioShack-Nissan-Trek | –                     |

## Klasyfikacja generalna
| Poz. | Zawodnik             | Drużyna                | Czas        |
| ---- | -------------------- | ---------------------- | ----------- |
| 1    | Simon Gerrans        | GreenEDGE Cycling      | 20h 46' 12" |
| 2    | Alejandro Valverde   | Movistar Team          | + 0"        |
| 3    | Tiago Machado        | RadioShack-Nissan-Trek | + 8"        |
| 4    | Michael Rogers       | Sky Procycling         | + 14"       |
| 5    | Rohan Dennis         | UniSA-Australia        | + 14"       |
| 6    | Jan Bakelants        | RadioShack-Nissan-Trek | + 16"       |
| 7    | Edvald Boasson Hagen | Sky Procycling         | + 18"       |
| 8    | Javier Moreno        | Team Katusha           | + 23"       |
| 9    | Michael Matthews     | Rabobank               | + 29"       |
| 10   | Eduard Worganow      | Team Katusha           | + 32"       |